# Norraphat Vilaiphan
Norraphat Vilaiphan (tiếng Thái: นรภัทร วิไลพันธุ์, phiên âm: No-ra-pát Vi-lai-pan, sinh ngày 23 tháng 12 năm 1997) còn có nghệ danh là Bright (ไบร์ท, Bai), là một diễn viên người Thái Lan. Hiện đầu quân cho Đài OneHD.

## Tiểu sử
Bright tốt nghiệp trường Suankularb Wittayalai Rangsit và học Sirindhorn International Institute of Technology. Hiện đang học Đại học Bangkok.
Bright đã gặt hái được thành công trong nhiều tác phẩm mình tham gia như Dokkaew Kahlong, Sai Rak Sai Sawat, Muang Maya Live The Series: Game Gon Maya, Nakak Kaew... Chàng trai thu hút khán giả qua nhiều khía cạnh của bản thân, sự tiến bộ từng ngày, từng vai diễn.

## Phim đã tham gia

### Phim truyền hình
| Năm  | Phim                                                                     | Vai                                                 | Đóng với                                   | Đài   | Kênh chiếu tại Việt Nam |
| ---- | ------------------------------------------------------------------------ | --------------------------------------------------- | ------------------------------------------ | ----- | ----------------------- |
| 2017 | Dok Kaeo Kalong Khoảnh khắc định mệnh                                    | Chittawan Warinyada                                 | Nopjira Lerkkajornnamkul, Nattaya Thongsen | OneHD |                         |
| 2018 | Sai Ruk Sai Sawaat 2018 Tình nồng vấn vương / Đuổi bóng tình yêu         | Thana Mahasak                                       |                                            | OneHD | HTV2 - Vie Channel      |
| 2018 | Nakark Kaew Mặt nạ thủy tinh / Tráo mặt                                  | Dindan                                              | Alisa Kunkwaeng                            | OneHD | HTV2 - Vie Channel      |
| 2018 | Song Kram Nak Pun Cuộc chiến Producer / Cuộc chiến của những ngôi sao    | Chính mình                                          | (khách mời)                                | OneHD | VTC1                    |
| 2019 | Heeb Lorn Sorn Winyarn Chiếc rương giam giữ linh hồn / Chiếc rương ma ám | Pansa                                               | Alisa Kunkwaeng                            | OneHD | VTVcab10 - ON Cine      |
| 2020 | Jao Mae Asorapit Độc xà / Nụ hôn nữ thần rắn                             | Hoàng tử Chaiyawong (Kiếp trước) / Sarut (Kiếp sau) | Nattaya Thongsen & Wannarot Sonthichai     | OneHD | ON E Channel            |
| 2021 | Ley Luang Trò bịp cuộc đời / Quản trị cuộc đời                           | Fin                                                 | Thikumporn Rittapinun                      | OneHD | VTV2                    |
| 2021 | Hongsutai Maai Layk 6 Căn phòng số 6                                     | Daoneur (Yommathot)                                 |                                            | OneHD | VTVcab10 - ON Cine      |
| 2022 | Phit Rak Roi Adeet Thâm kế độc tình                                      | Cho                                                 | Marie Broenner                             | OneHD | TodayTV                 |
| 2022 | Phit Rak Roi Adeet Kẻ truyền thừa / Bẫy thương trường                    | Hiran Thaukulab                                     | Raviyanun Takerd                           | OneHD | HTV7                    |
| 2023 | Tales of the grandmaster Trái tim kiếm sĩ                                | Wang Yithian                                        | Esther Supreeleela                         | OneHD | SCTV6 - FIM360          |

### Series ngắn
| Năm  | Phim                                      | Vai               | Đóng với | Đài   |
| ---- | ----------------------------------------- | ----------------- | -------- | ----- |
| 2016 | We Were Born in the 9th Reign Series      | Đám đông dự viếng | (cameo)  | OneHD |
| 2018 | Muang Maya Live The Series: Game Gon Maya | Anuta / "Tai"     |          | OneHD |

###### Fan Club
- ทวิตเตอร์ ออฟฟิเชียล แฟนคลับ
- อินสตาแกรม ออฟฟิเชียล แฟนคลับ